# Iglesia de San Julián (Sevilla)

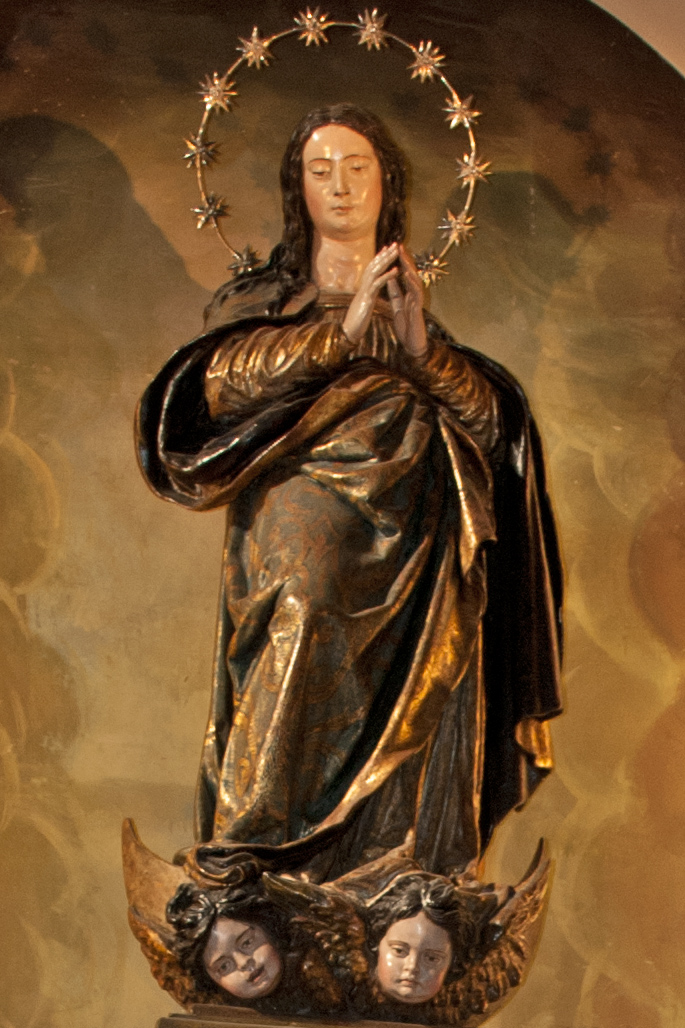
Inmaculada tallada por Alonso Cano entre 1633 y 1634

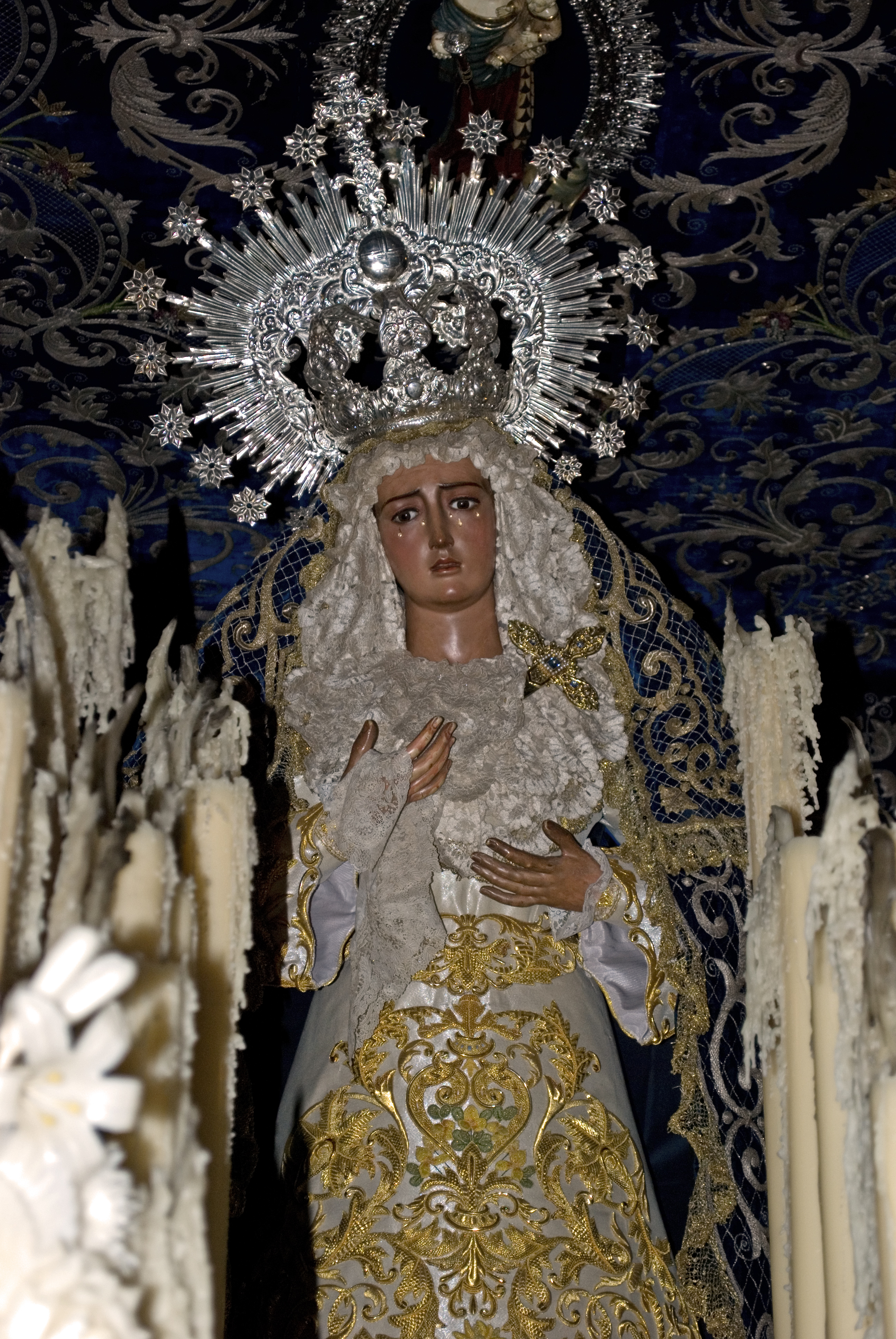
Imagen María Santísima de la Hiniesta, titular de la hermandad de su nombre

La Iglesia de San Julián es un templo de culto católico y la sede de una parroquia. Se encuentra ubicado en el barrio de San Julián de Sevilla, en el Casco Antiguo.

## Historia
La iglesia de San Julián pertenece al grupo de las iglesias gótico-mudéjares de la ciudad, por lo que su estructura y configuración responden al modelo típico de las iglesias parroquiales de la época, y su construcción se encuadra en la primera mitad del siglo XIV.
En las primeras horas del viernes 8 de abril de 1932 el templo se redujo a cenizas por las llamas de un incendio provocado, perdiéndose las cubiertas de madera de las naves y la bóveda del primer tramo del presbiterio. Tras ser reconstruido, hubo de cerrarse de nuevo la iglesia al culto en 1989 por amenazar ruina sus cubiertas, hasta el año 1994, que volvieron sus imágenes titulares a este templo, tras concluir las correspondientes obras de restauración.

## Descripción
Se trata de una iglesia de planta rectangular, dividida en tres naves de cuatro tramos - la central más ancha y alta que las laterales- por pilares de sección cruciforme, donde apoyan arcos apuntados de ascendencia gótica. La cabecera es de planta poligonal con tramo recto previo y queda separada del cuerpo de la iglesia a través de un arco triunfal también de estilo gótico u ojival.
Las cubiertas del cuerpo central del templo se resuelven interiormente a base de las habituales armaduras de madera, a dos aguas para la nave central, y a un agua para las laterales. Para la cabecera la cubierta es una bóveda nervada gótica cuyos nervios arrancan en los vértices del ábside, uniéndose superiormente las claves mediante un nervio espinazo central.
Exteriormente es de gran interés su portada principal a los pies del templo, realizada en piedra con arquivoltas de arcos apuntados, los exteriores con decoración tallada con motivos geométricos, con pequeñas imágenes sobre pedestal y protegida por el clásico tejaroz.

## Obras de arte
Como elementos artísticos destacan en un retablo del lado izquierdo una Inmaculada esculpida por Alonso Cano, entre 1633 y 1634, que se salvó del incendio de 1932, solo sustituyéndosele las manos por su deterioro. También se sitúa la talla de Nuestra Señora del Rosario (1937) realizada por José Rodríguez y Fernández-Andes para la hermandad de su nombre, que fue bendecida el 12 de octubre de 1937 en el monasterio de Santa Paula, en sustitución de la original incendiada en la iglesia de San Marcos el 18 de julio de 1936.
En el retablo mayor se encuentra la Virgen de la Hiniesta Gloriosa Coronada, obra de Antonio Castillo Lastrucci en 1945, que realizó como inspirándose en la anterior talla gótica calcinada en 1932.
En el lado derecho del templo se sitúan las imágenes del Cristo de la Buena Muerte (1938) y María Santísima de la Hiniesta (1937), obras de Antonio Castillo Lastrucci, que sustituyeron a los titulares de la Hermandad de la Hiniesta perecidos en la quema de San Julián en 1932, causada por unos alborotadores, siendo la Hiniesta Gloriosa obra anónima gótica, el Crucificado atribuido a Felipe de Rivas y la Dolorosa a Juan Martínez Montañés, aunque esta última atribución sin fundamento académico. Posteriormente, Antonio Castillo Lastrucci, tras el incendio de San Julián, realizó otra talla de María Santísima de la Hiniesta Dolorosa que también pereció por las llamas, esta vez cuando la Hermandad de la Hiniesta radicaba en la Iglesia de San Marcos en 1936. Igualmente se encuentra el mausoleo del imaginero Castillo Lastrucci, presidido por un grupo escultórico de la Piedad realizado por el propio artista, así como la antigua cruz del Cristo de la Buena Muerte.

## Hermandades
En esta iglesia reside canónicamente la Hermandad de la Hiniesta, que realiza su estación de penitencia cada Domingo de Ramos, dentro de los actos de la Semana Santa en Sevilla. La imagen de la Virgen de la Hiniesta, patrona de la Ciudad y del Ayuntamiento de Sevilla, preside el altar mayor de esta parroquia desde 1674.
Igualmente, tiene su residencia canónica la Hermandad del Rosario. Esta es una hermandad de gloria en torno la Virgen del Rosario. Esta hermandad, hasta los sucesos de 1936, residió en la Iglesia de San Marcos. Aunque la devoción hacia la Virgen del Rosario en la parroquia de San Julián se remonta al siglo XIII, la hermandad se constituyó formalmente en el siglo XVI.